# Ama, Aichi
Ama (japanska: あま市  ?, Ama-shi) är en stad i Aichi prefektur i Japan. Staden fick grundades 2010 genom en sammanslagning av kommunerna Jimokuji, Miwa och Shippō. 